# Ліврея

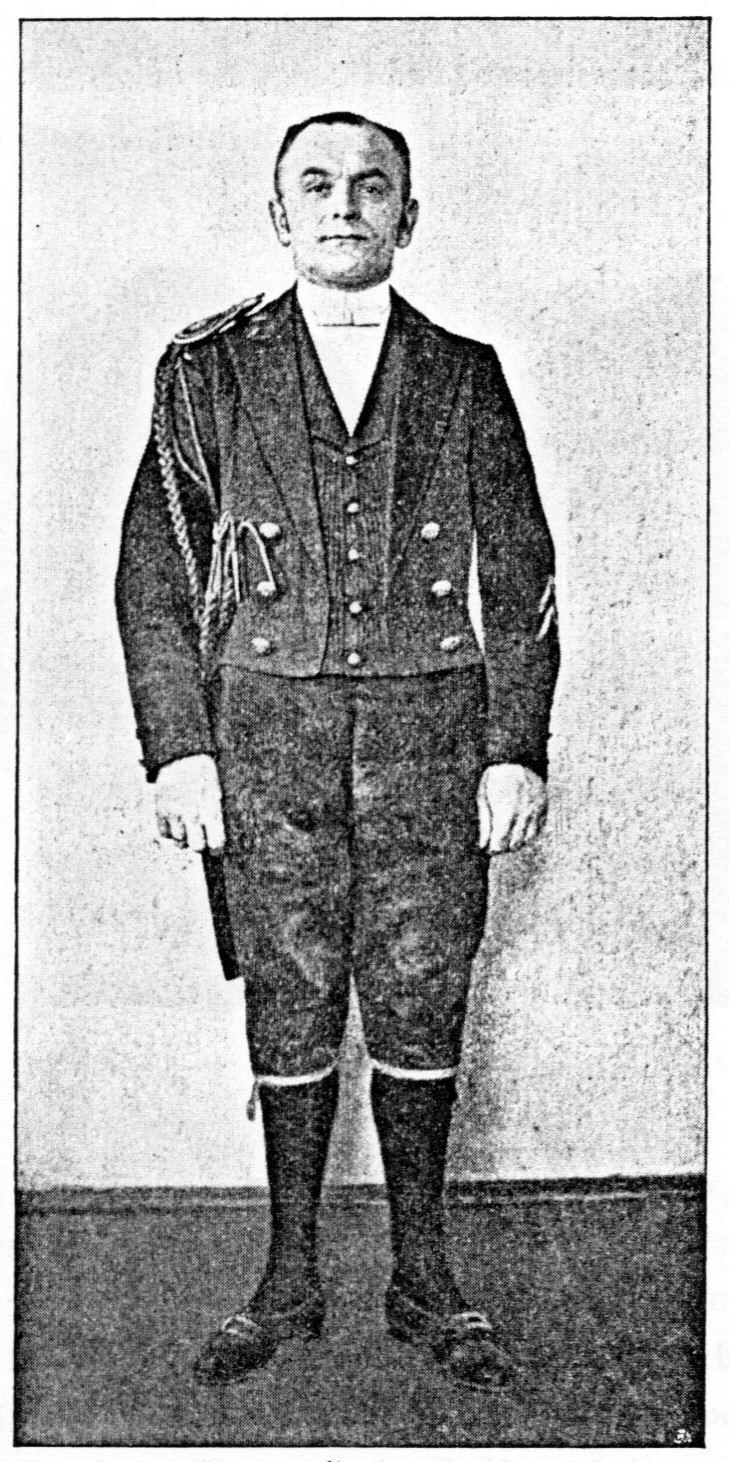
Слуга в лівреї (1900)

Лівре́я (фр. livrée — «відправлена», «доручена») — однострої особливого крою і певного кольору для лакеїв, швейцарів, кучерів та інших слуг. Зазвичай з облямівками, басонами, вовняними аксельбантами, галунами, іноді з гербом пана на останніх. У старій Франції — парадний одяг лицарів та придворних, що означав приналежність того чи іншого сюзерену. Як у Середньовіччі, так і в ранні Нові часи у лакеїв ліврея часто носила геральдичні кольори господаря.
У Росії ліврея з'явилася у XVIII столітті. Вона складалася з камзолу, коротких штанів, нитяних панчіх та рукавичок.
Вона, в залежності від чину господаря, відрізнялася розташуванням галунів.

## Транспорт
У транспорті слово «ліврея» позначає схему розмальовування транспортного засобу і застосовується до літаків, автомобілів, кораблів, поїздів та ін. Походження цього терміна можна пов'язати з фактом, що в гербові кольори наймача фарбувалася не лише одяг слуг, а й транспортні засоби (наприклад карети); для зручності цю розмальовку могли називати лівреєю.

## Галерея

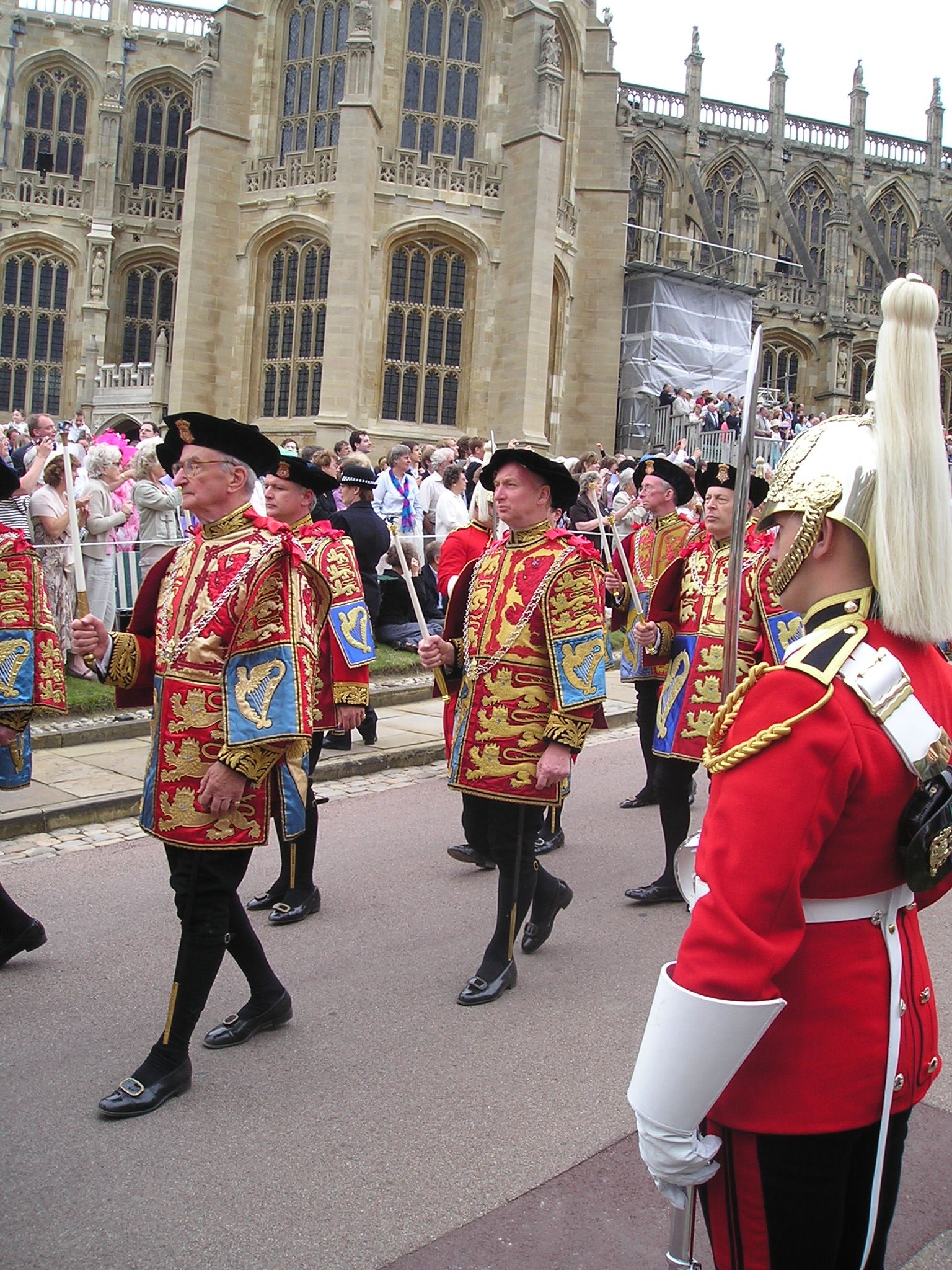
Геральди в процесії Ордену Підв'язки у 2006 році, Віндзорський замок
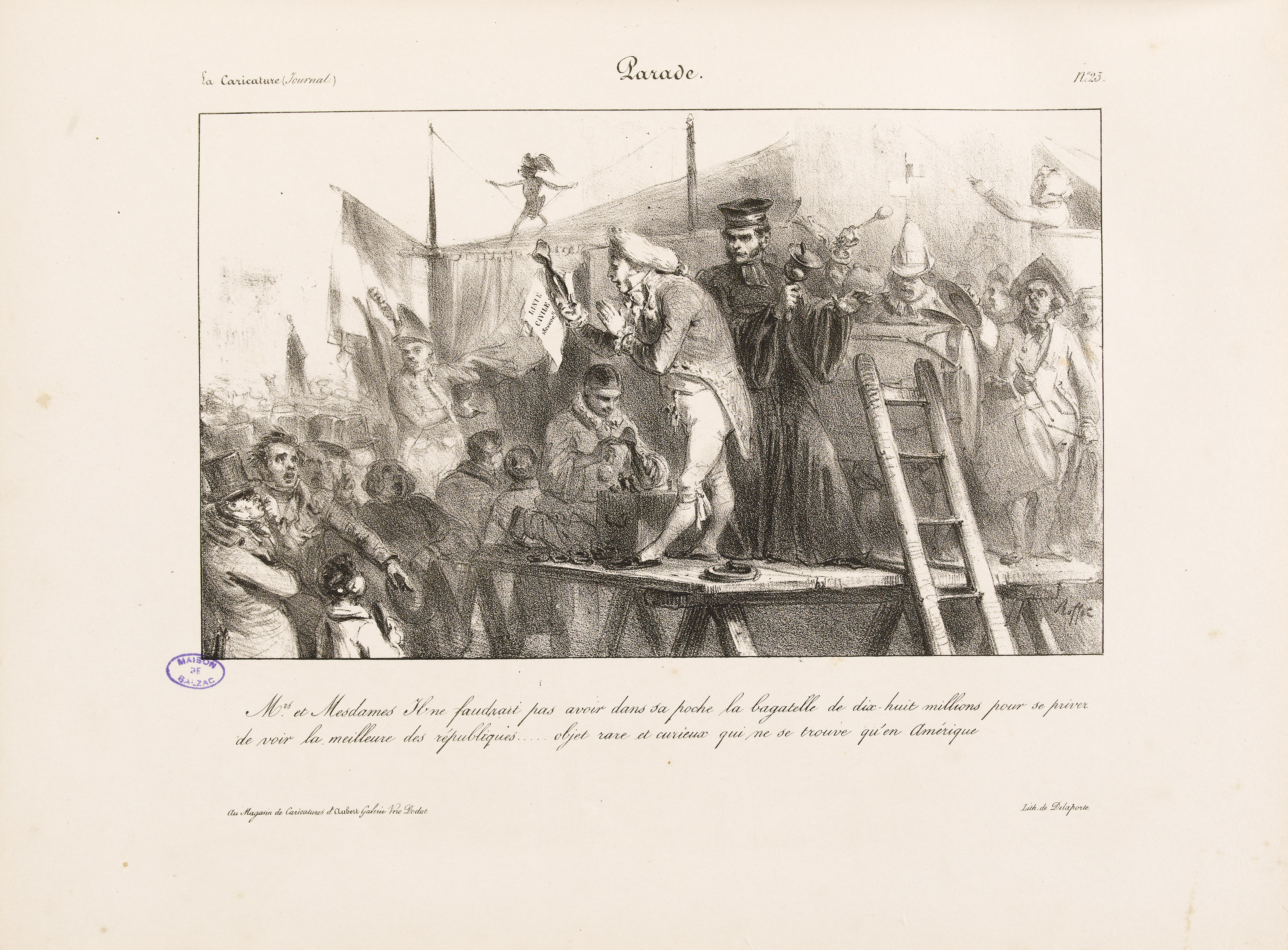
Лакей Британського двору в лівреї
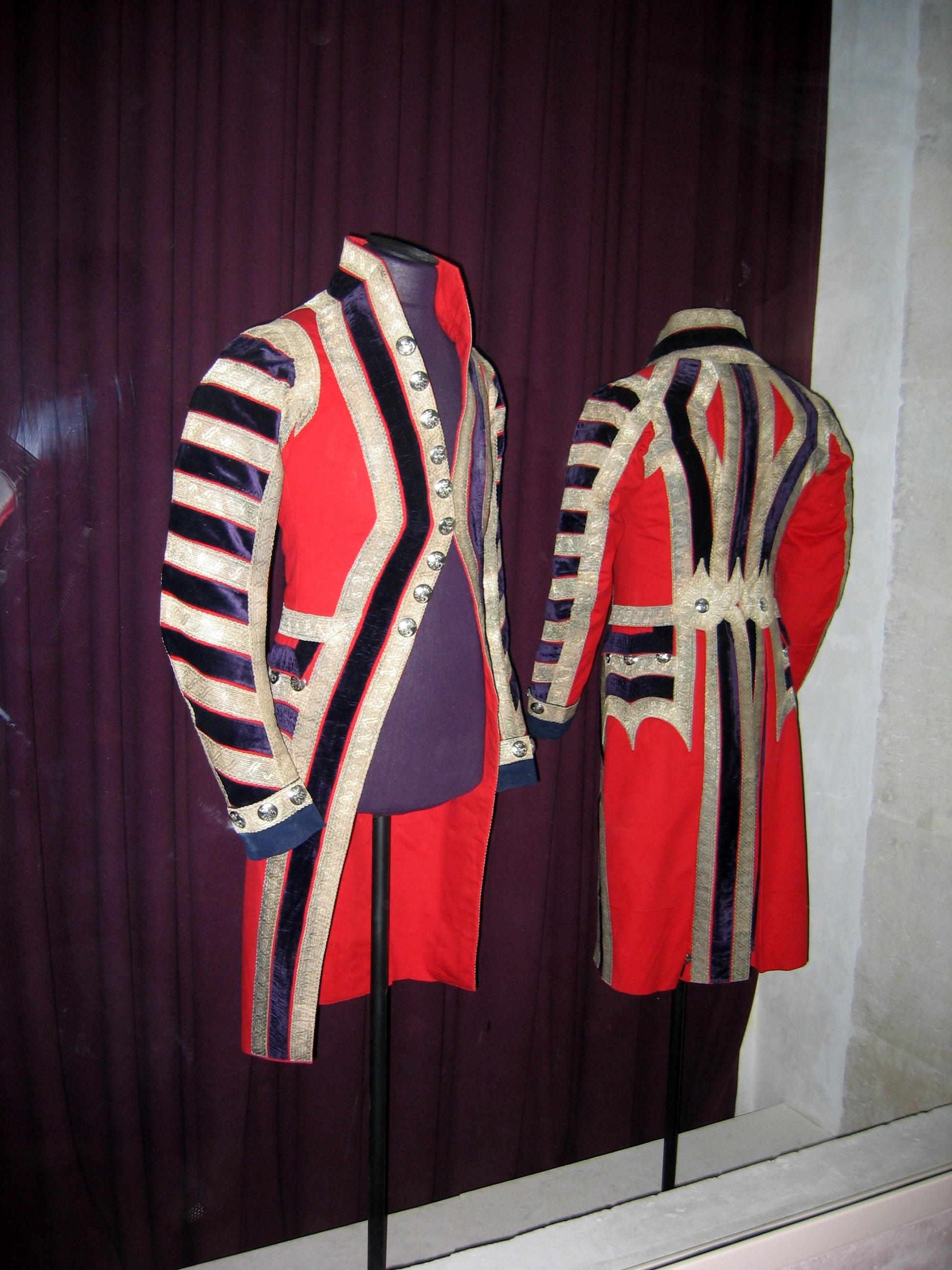
Одяг хатньої прислуги, виставка в Малому Тріаноні